# Le Tévelave
Le Tévelave est un village français des Hauts de la commune des Avirons, dans le département de La Réunion (974).
Situé à 900 mètres d'altitude, sur le versant sud-ouest de l'île, le village est adossé à la forêt et fait face à l'océan Indien en de superbes panoramas.

## Histoire
Le nom du village tire son origine de l'accolement des deux mots malgaches Tévé et Lava et signifie « la grande forêt ».
C'est à l'origine un lieu de marronnage, les esclaves en fuite trouvant refuge dans la forêt et dans les grottes qui bordent les ravines.
C'est d'ailleurs aussi au Tévelave dans les années 1880, que le père Martin (1840-1888), qui avait entrepris la conversion des travailleurs engagés indiens et, sacrilège pour la classe dominante, leur instruction, avait été obligé de se cacher et de ne pouvoir dire la messe que clandestinement dans une grotte.
La colonisation du Tévelave commence cependant véritablement au début du XXe siècle avec l'installation de familles modestes vivant de productions vivrières et de la culture du géranium.
Après la loi de départementalisation de 1946, le maire des Avirons, Adrien Cadet souhaite faire du Tévelave une station climatique et touristique, donnant ainsi une impulsion au développement du village. 

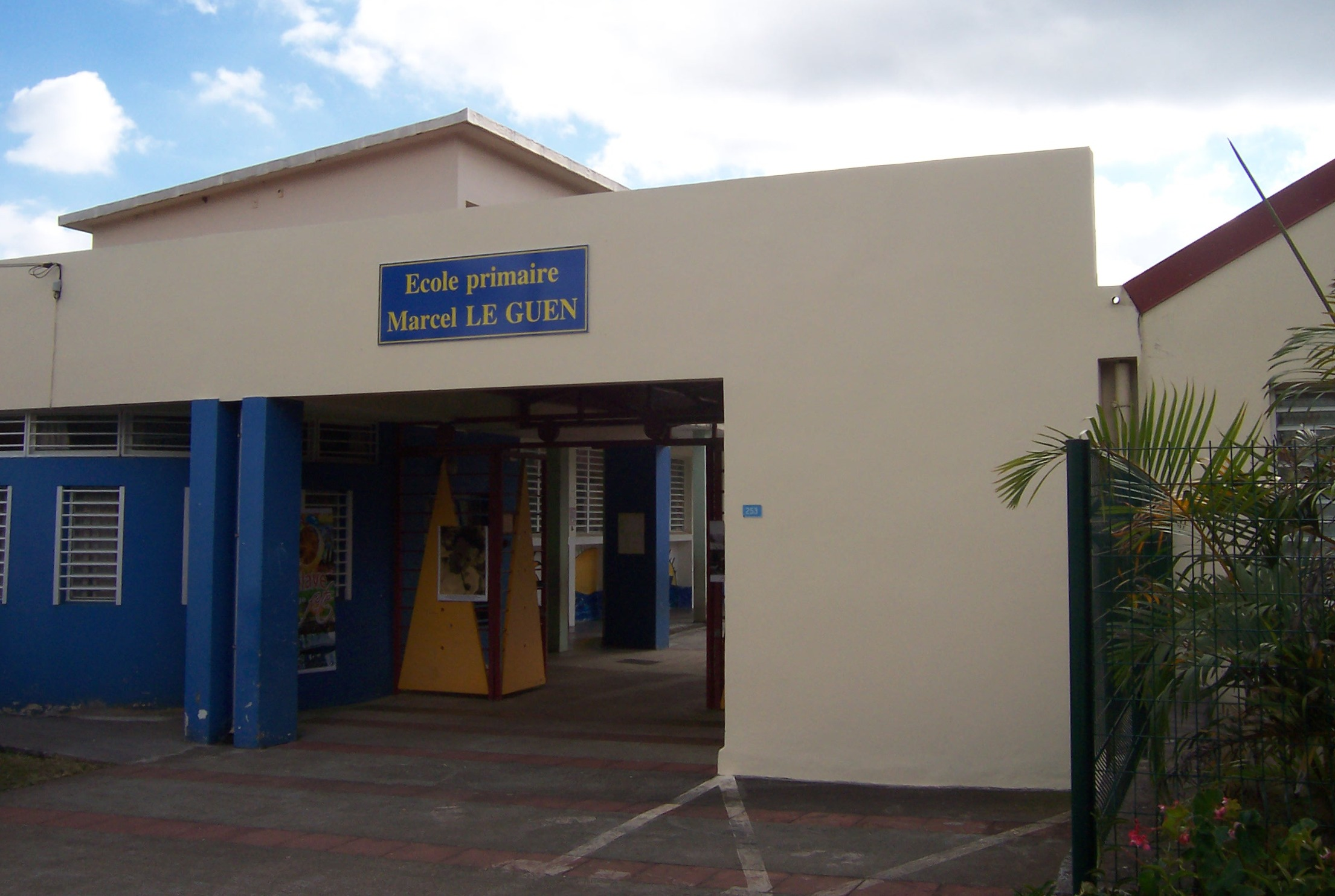
L'actuelle école du Tévelave porte depuis le 6 mai 2006 le nom de son ancien directeur, Marcel Leguen.

En 1954, Marcel Leguen (1924-1998), un Breton, ancien résistant et ancien journaliste, est nommé directeur de l'école. Il trouve à l'époque un bâtiment sordide que les élèves eux-mêmes décrivent comme « plein de trous où les rats et les souris viennent manger les cahiers et les livres » dans leur journal scolaire. Marcel Leguen, dans le sillage du mouvement de Célestin Freinet, y développe une pédagogie de la participation, bientôt baptisée de « L'École nouvelle du Tévelave », expérience pilote que les autorités académiques considèrent avec beaucoup d'intérêt pour répondre aux besoins éducatifs dans le département.
Le Tévelave est le village natal de Thérésien Cadet (1937-1987), un botaniste qui a contribué de manière significative à la connaissance de la flore de l'île et à la compréhension de l'organisation de la végétation naturelle.